# Berengária de Portugal
D. Berengária ou Berenguela Sanches de Portugal (1196/98 — Ringsted, 27 de março de 1221), foi uma Infanta de Portugal e, posteriormente, Rainha da Dinamarca. Esta união representou uma das primeiras tentativas de estabelecimento de alianças entre países distantes entre si, e provou ser de sucesso, uma vez que resultaram dessa união três futuros reis da Dinamarca: os príncipes Érico, Abel e Cristóvão.

## Primeiros anos
Berengária era a décima filha do Rei Sancho I de Portugal e da sua esposa, a Rainha D. Dulce. Teria uma irmã gémea, a infanta Branca. Não chegou a conhecer a sua mãe, uma vez que o par seria o último que Dulce traria à luz, morrendo pouco depois.

### O testamento de Sancho I
A 26 de março de 1211, falecia em Coimbra Sancho I. O seu testamento, de outubro de 1209 era claroː dividia as suas maiores porções entre o herdeiro, Afonso II de Portugal, e as suas irmãs Teresa, Sancha e Mafalda, legando às três, sob o título de rainhas, a posse de alguns castelos no centro do país - Montemor-o-Velho, Seia e Alenquer -, com as respectivas vilas, termos, alcaidarias e rendimentos). A própria Berengária era tratada como rainha, como todas as suas irmãs. Este testamento provocou violentos conflitos internos (1211-1216) entre Afonso II e as suas irmãs, pois Afonso tentava centralizar o poder régio e impedir a acumulação exagerada de bens pela Igreja e pela Ordens onde as suas irmãs ingressaram.
O conflito gerou também querelas, embora menores, com os restantes irmãos, que percebendo a política centralizadora do irmão, procuraram novos apoios e novas honrarias fora de Portugal. Foram os casos de Pedro, que conseguiu apoio em 
Aragão, e conseguiu ser, pelo casamento, conde de Urgel, e mais tarde, por beneplácito régio, rei de Maiorca, ou Fernando, que se tornaria conde da Flandres, e que se teria feito acompanhar por Berengária na sua jornada para a corte francesa para junto da sua tia e irmã de Sancho I, a condessa Teresa de Portugal.

## Rainha da Dinamarca

### Da França à Dinamarca
Na posição de duquesa de Borgonha, a tia de Berengária apoiara a posição da então rainha de França Ingeburga da Dinamarca, que havia sido repudiada pelo seu esposo, Filipe II Augusto de França. Esta questão terá merecido a discórdia do reino com o Papa Celestino III e a partir de 1198, com o Papa Inocêncio III. Teresa autorizou a passagem dos núncios papais (que vinham defender Ingeburga) pela Borgonha, algo que não teria agradado nem ao rei, que começara a desconfiar da duquesa, nem ao seu esposo, fiel ao rei. Esta ação poderia mesmo ter motivado a separação do duque.
Este auxílio prestado à rainha Ingeburga poderá ter motivado a mesma a ajudar Teresa a expandir os laços matrimoniais da família real portuguesa ao apresentar o seu irmão viúvo Valdemar à sobrinha de Teresa, Berengária, então na corte francesa. Valdemar também se sentia motivado em criar novas relações com a poderosa Flandres, onde a influência de Teresa dominava, e por isso acordou esta união, que se deu a 18 ou 24 de maio de 1214.

### Ascensão ao trono
Berengária encontrou no povo alguma resistência quanto à sua aceitação enquanto rainha, uma vez que a primeira esposa de Valdemar, Margarida, conhecida como Dagmar na Dinamarca, fora imensamente popular, sendo loura e com traços físicos nórdicos, aos quais o povo estava mais acostumado. Berengária, uma rainha do Sul, surge assim com uma beleza de olhos e cabelo escuro como os corvos. Foi bastante difícil para Berengária ganhar popularidade na Dinamarca, não podendo competir com a falecida rainha.
O casamento de Berengária coincidiu com uma altura de problemas económicos na Dinamarca, pelo que o povo foi sobrecarregado com impostos. Berengária teria sido injustamente acusada de causar a ruína do reino pelos seus gastos, embora uma grande parte destes impostos fossem investidos na guerra e não na rainha. Berengária, apesar de tudo, fez várias doações a igrejas e conventos. Foi ainda a primeira rainha dinamarquesa a usar uma coroa, que se encontrava no inventário dos seus pertences.

## Morte e posteridade

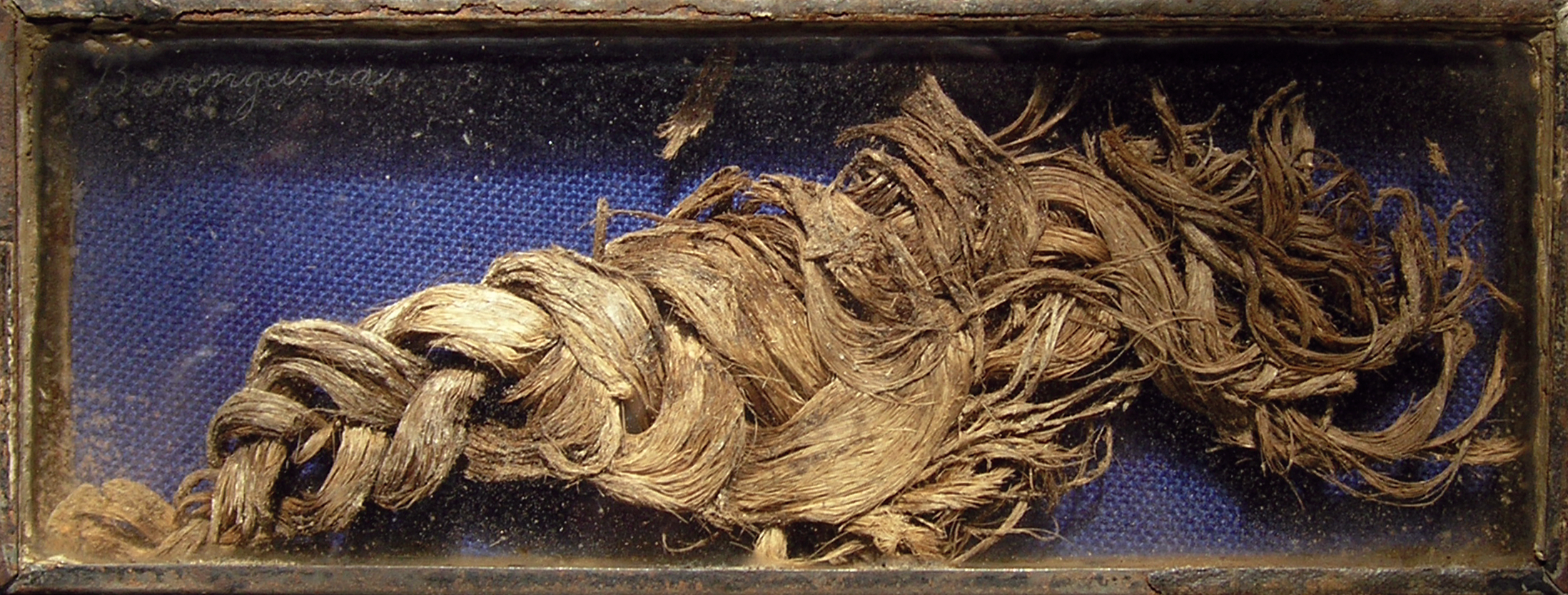
Mechas de cabelo de Berengária, conservados na Igreja de St. Bendt, Ringsted

Berengária, após dar à luz uma rapariga e três varões, faleceu em trabalho de parto, em 1221. Foi enterrada em Ringsted, acompanhando a que foi sua rival, mesmo morta. Valdemar juntar-se-ia às duas esposas aquando da sua morte, em 1241.
Apesar da sua má reputação junto do povo, a prole de Berengária provou ao rei que o casamento tivera sucesso, e desta forma, para unir definitivamente as famílias reais portuguesa e dinamarquesa, casou o seu único filho da primeira mulher, Valdemar o Jovem, com outra infanta portuguesa, Leonor, filha de Afonso II de Portugal, em 1229.

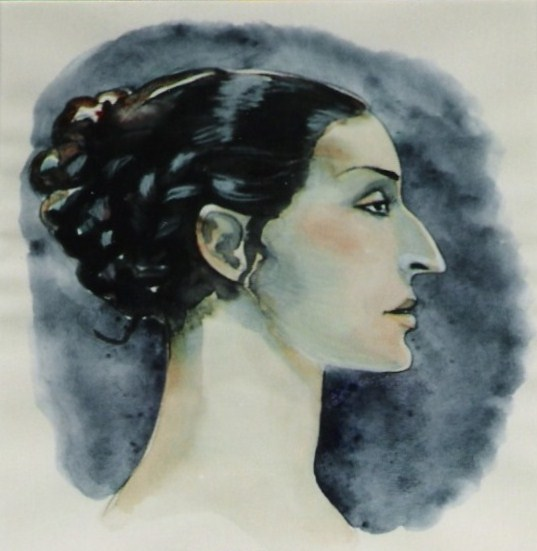
Retrato realizado com base na análise dos restos de Berengária.

As duas esposas de Valdemar teriam um papel proeminente junto do povo dinamarquês: se a primeira, Dagmar, era vista como suave, piedosa e ideal, Berengária teve uma imagem mais negativa, provavelmente devido aos seus cabelos negros, uma raridade naquele país, sendo vista como o estereótipo da mulher bela mas maldosa.
Quando o seu túmulo foi aberto pela primeira vez, em 1885, encontraram o seu crânio e os finos ossos do seu corpo, provando a sua beleza descrita nas lendas. Foi realizado um retrato baseado na análise dos seus restos, por forma a tentar encontrar uma semelhança mais perfeita com a realidade.

## Casamento e  descendência
Do seu casamento com Valdemar II da Dinamarca nasceram:
- Érico (1216-1250), rei da Dinamarca, casou-se 1239 com Judite da Saxónia.
- Sofia (1217-24 de abril de 1241) casou c.1235 com João I de Brandemburgo.
- Abel (1218-29 de junho de 1252), rei da Dinamarca, casou em 1237 com Matilde de Holstein.
- Cristóvão (1219-29 de maio de 1259), casou em 1248 com Margarida Sambiria.

Entre seus descendentes próximos  estão vários reis da Dinamarca, da Noruega, da Suécia, da Polônia e várias casas alemãs.